# CLOSE DANCE
『CLOSE DANCE』（クローズ・ダンス）とは、ZI:KILLによる、通算2枚目となるオリジナルアルバム 。1990年（平成2年）3月25日にエクスタシーレコード(『X JAPAN』のリーダー、『YOSHIKI』により設立されたインディーズレーベル)から発売された作品。

## 解説
インディーズ時代にリリースされた、このアルバムはインディーズでの作品であるにもかかわらず、予約のみで35000枚を突破し、オリコンのメジャーチャートにチャートインするという当時の音楽業界では異例の快挙を成し遂げたアルバムであり、爆発的なヒットを記録した作品である。（本来は3月1日発売予定だったが、予約の多さに対応出来ない為3月25日発売に延期された）
1曲目の『TERO』は1989年8月2日に「Live On Stage Vol.2」で無料配布された、ソノシートに収録されていた。
5曲目の『LAST THIS TIME』は1989年9月2日に「Who's Generation」で無料配布された、ソノシートに収録されていた。
10曲目の『憂鬱』は1989年5月21日にリリースされた、オムニバス「Emergency Express [METAL WARNING 2]」に収録されていた(ドラマーは前任者のMASAMIである)。
漫画家の『楠本まき』がジャケット・カヴァーを手掛けている。
LUNA SEAのSUGIZOは「俺たちのシーンではカリスマ・アルバム」と評している。

## 収録曲
| 全作詞: TUSK。 |                    |           |              |      |
| #              | タイトル           | 作詞      | 作曲         | 時間 |
| 1.             | 「TERO」           | TUSK      | KEN          | 2:15 |
| 2.             | 「WHAT'S」         | TUSK      | KEN          | 3:33 |
| 3.             | 「SECRET ROMANCE」 | TUSK      | KEN          | 6:24 |
| 4.             | 「I 4 u」          | TUSK      | KEN          | 5:23 |
| 5.             | 「LAST THIS TIME」 | TUSK      | KEN          | 4:48 |
| 6.             | 「THE LAW」        | TUSK      | KEN          | 4:47 |
| 7.             | 「HYSTERIC」       | TUSK      | SEIICHI・KEN | 3:14 |
| 8.             | 「PLASTIC LIFE」   | TUSK      | KEN          | 4:13 |
| 9.             | 「BAD TASTE」      | TUSK      | KEN          | 3:51 |
| 10.            | 「憂鬱」           | TUSK      | KEN          | 4:35 |
| 11.            | 「FOR MY LIFE」    | TUSK      | KEN          | 5:15 |
| 合計時間:      | 合計時間:          | 合計時間: | 48:07        |      |